# Pinnitol
Le pinnitol (écrit pinitol en anglais) est un cyclitol naturel. C'est un agent antidiabétique connu, isolé des feuilles du baguenaudier d'Éthiopie (Lessertia frutescens ou anciennement Sutherlandia frutescens),. Les feuilles de Bougainvillea spectabilis contiennent également du pinnitol.
Il s'agit d'un des métabolites secondaires (avec les flavonoïdes et les triterpènes) ayant une très large distribution chez les Fabaceae  présent dans la quasi-totalité des tribus, tandis que d'autres composés ne sont présents que dans un faible nombre de taxons.

## Hétérosides
Le cicéritol est un digalactoside du pinnitol qui peut être isolé des graines de pois chiche, lentille et lupin blanc.